# Narratophilie
La narratophilie est un fétichisme sexuel dans lequel raconter des histoires dégoutantes et obscènes à un partenaire est sexuellement attirant,. Le terme est également utilisé pour l'attirance des mots et histoires obscènes.